# Jean de Broglie
Jean Marie François Ferdinand de Broglie (Aussprache: [də bʁɔj]; * 21. Juni 1921 in Paris; † 24. Dezember 1976 ebenda) war ein französischer Politiker des Centre national des indépendants et paysans (CNI) sowie der Républicains indépendants (RI), der Mitglied der Nationalversammlung sowie mehrfach Staatssekretär in verschiedenen Regierungen der Fünften Republik war. Er war ferner zwischen 1967 und 1976 Mitglied des Europäischen Parlaments, die zu der Zeit noch durch die jeweilige Parlamente der Mitgliedstaaten entsandt wurden. Seine Ermordung am 24. Dezember 1976 führte zur „Broglie-Affäre“ während der letzten Amtsjahre von Staatspräsident Valéry Giscard d’Estaing.

## Leben

### Familiäre Herkunft, Studium und berufliche Laufbahn

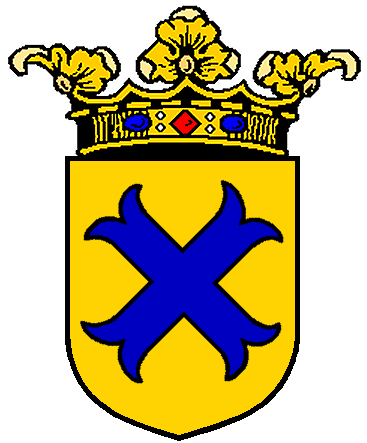
Wappen der Familie Broglie (d'or, à la croix de Saint André ancrée d'azur)

Jean de Broglie stammte aus der aus dem Piemont kommenden und seit 1656 in Frankreich beheimateten Adelsfamilie de Broglie und war ein Nachfahre von Victor-Maurice, comte de Broglie sowie von dessen Sohn François-Marie de Broglie, einem Marschall von Frankreich. Sein Urururgroßvater Victor-François de Broglie war 1789 Kriegsminister und nur einer von sieben Personen, denen der Titel eines Generalmarschalls (Maréchal général des camps et armées du roi) verliehen wurde. Sein Ururgroßvater Achille-Léon-Victor de Broglie fungierte als Außenminister, Innenminister und Unterrichtsminister und bekleidete 1830 sowie 1835 bis 1836 das Amt des Premierministers. Sein Urgroßvater Albert de Broglie war ebenfalls Außenminister, Innenminister, Justizminister sowie 1873 bis 1874 und erneut 1877 Premierminister. Er selbst war der älteste von zwei Söhnen von Amédée de Broglie und dessen Ehefrau Béatrix de Faucigny-Lucinge.
Jean de Broglie engagierte sich während des Zweiten Weltkrieges in der Widerstandsbewegung der Résistance in den Forces françaises de l’intérieur (FFI). Er absolvierte ein Studium der Rechtswissenschaften, in denen er einen Doktorgrad erwarb, sowie der Politikwissenschaften, das er mit einem Diplom abschloss. Im Anschluss trat er in den öffentlichen Dienst ein und wurde 1946 zunächst Auditeur en seconde classe sowie 1948 Auditeur en première classe beim Staatsrat (Conseil d’État), der sowohl das oberste Verwaltungsgericht und zum anderen ein Beratungsgremium der Regierung in Rechtsfragen ist. Nachdem er zwischen dem 20. Juni 1953 und dem 14. Juni 1953 Mitarbeiter im Büro des Staatsministers für konstitutionelle Reformen Edmond Barrachin war, kehrte er 1954 als Maître des requêtes an den Conseil d’État zurück.

### Bürgermeister und Abgeordneter
Seine politische Laufbahn begann de Broglie 1951, als er als Nachfolger von Alfred Saussaye von der Parti communiste français (PCF) zum Mitglied des Generalrates des Département Eure gewählt wurde, und in diesem bis zu seinem Tode den Wahlkreis (Kanton) Rugles vertrat. Zugleich wurde er 1954 auch Bürgermeister der Gemeinde Broglie und übte auch diese Funktion bis zu seinem Tode aus, woraufhin er durch Claude Cordier von der Rassemblement pour la République (RPR).
Bei den Wahlen vom 30. November 1958 wurde de Broglie als Kandidat des Centre national des indépendants et paysans (CNI) im Wahlkreis Département Eure Nr. 1 erstmals zum Mitglied der Nationalversammlung gewählt. Während der anschließenden ersten Legislaturperiode der Fünften Republik wurde er Mitglied des Ausschusses für Finanzen, allgemeine Wirtschaft und Planung (Commission des finances, de l’économie générale et du plan).

### Staatssekretär
Am 24. August 1961 übernahm de Broglie erstmals ein Regierungsamt, und zwar als Staatssekretär im Ministerium für die Sahara (Secrétaire d’État au Sahara) sowie als Staatssekretär im Ministerium für die Überseedépartements und Überseeterritorien (Secrétaire d’État aux départements d’outre-mer et aux territoires d’outre-mer) im Kabinett Debré. Er war als solcher bis zum 14. April 1962 engster Mitarbeiter von Staatsminister (Ministre d’État) Louis Jacquinot, des neuen Minister dieser beiden Ressorts. In dieser Funktion war er zugleich neben Algerien-Minister Louis Joxe und dem Minister für öffentliche Arbeiten und Transport Robert Buron bei den Verhandlungen in Évian-les-Bains mit der algerischen Nationalen Befreiungsfront (FLN), die am 18. März 1962 zu den Verträgen von Évian führten, die zur Beendigung des Algerienkrieges führten.
Im darauf folgenden ersten Kabinett Pompidou fungierte de Broglie zwischen dem 15. April und dem 28. November 1962 als Staatssekretär beim Premierminister für den öffentlichen Dienst (Secrétaire d’État chargé de la fonction publique). Bei der Wahl vom 18. November 1962 wurde er für die Républicains indépendants (RI) zwischenzeitlich wieder zum Mitglied der Nationalversammlung gewählt, legte sein Mandat am 6. Januar 1963 allerdings wegen seiner Berufung in die Regierung nieder. Zuvor war er am 6. Dezember 1962 in das zweite Kabinett Pompidou als Staatssekretär für Algerien-Angelegenheiten beim Premierminister (Secrétaire d’État auprès du Premier ministre, chargé des affaires algériennes) berufen worden und bekleidete dieses Amt bis zum 8. Januar 1966. Im darauf folgenden dritten Kabinett Pompidou fungierte er im Anschluss zwischen dem 8. Januar 1966 und dem 1. April 1967 als Staatssekretär im Außenministerium (Secrétaire d’État aux affaires étrangères).

### Wiederwahlen zum Abgeordneten
De Broglie hatte im Juni 1966 zusammen mit Valéry Giscard d’Estaing die Fédération nationale des républicains et indépendants (FNRI) gegründet und wurde deren Generalsekretär für politische Angelegenheiten. Er wurde am 12. März 1967 für das Wahlbündnis der Républicains indépendants abermals zum Mitglied der Nationalversammlung gewählt. Nach der Konstituierung schloss er sich der RI-Fraktion an und wurde auch Mitglied des Auswärtigen Ausschusses (Commission des affaires étrangères). Daneben wurde er am 24. Mai 1967 zum Mitglied des Europäischen Parlaments gewählt. Nach der vorzeitigen Auflösung der Nationalversammlung aufgrund der Unruhen im Mai 1968 kandidierte er bei den Wahlen am 23. Juni 1968 für die RI und wurde bereits im ersten Wahlgang mit 26.553 der 52.010 abgegebenen Stimmen gewählt. Am 16. Oktober 1968 wurde er auch als Mitglied des Europäischen Parlaments wiedergewählt und gehörte wieder dem Auswärtigen Ausschuss an, dessen Vize-Vorsitzender er am 3. April 1969 wurde. Zuletzt war er vom 16. September 1969 bis zum Ende der vierten Legislaturperiode am 1. April 1973 Vorsitzender des Auswärtigen Ausschusses und löste in dieser Funktion Jacques Vendroux ab, den Schwager Charles de Gaulles.
Bei den Wahlen im März 1973 wurde de Broglie im zweiten Wahlgang am 11. März 1973 mit 31.818 Stimmen (56,6 Prozent) wieder zum Mitglied der Nationalversammlung gewählt. Er gehörte in dieser fünften Legislaturperiode zunächst ab dem 5. April 1973 dem Finanzausschuss (Commission des finances) an und wurde am 13. Juni 1973 auch wieder Mitglied des Europäischen Parlaments. Am 27. Juni 1974 wechselte er erneut in den Auswärtigen Ausschuss. Nachdem Valéry Giscard d’Estaing aus der zweiten Runde der Präsidentschaftswahl am 19. Mai 1974 mit 13.396.203 Stimmen (50,81 Prozent) knapp als Sieger gegenüber François Mitterrand (12.971.604 Wählerstimmen, 49,19 Prozent) hervorging, wurde er Sprecher der RI-Gruppe in der Nationalversammlung.

### Ermordung und Broglie-Affäre
Am 24. Dezember 1976 wurde de Broglie vor der Haustür seines Finanzberaters Pierre de Varga in der Pariser Rue des Dardanelles erschossen. Im Laufe der Zeit wuchs der Fall zu einem Skandal, der Wirtschaft, Politik und eine Reihe undurchsichtiger Geschäfte betraf.
De Broglie war an einer Reihe von Aktivitäten unterschiedlicher mehr oder weniger erfolgreicher Firmen wie Sofradec, Sodotex und Brincom beteiligt, hatte aber zum Zeitpunkt seiner Ermordung Schulden in Höhe von 12 Millionen Francs. Er wurde zu einem Zeitpunkt ermordet, als er zu einem Haftungsrisiko wurde. Diese war unter anderem durch Investitionen in Restaurants und Unternehmen entstanden, die durch de Varga und Patrick de Ribemont betrieben wurden. Fünf Tage nach der Ermordung erklärte der damalige Innenminister Michel Poniatowski am 29. Dezember 1976, dass de Varga und de Ribemont die Ermordung de Broglies in Auftrag gegeben hätten und diese durch Gérard Frèche durchgeführt wurde.
1980 brachte die Parti socialiste (PS) mit Unterstützung der Parti communiste français (PCF) in der Nationalversammlung einen Antrag ein, dass Michel Poniatowski als damaliger Innenminister vor dem Kassationshof erscheinen und wegen unterlassener Hilfeleistung angeklagt werden sollte. Nach Ansicht von PS und PCF hatte er als Innenminister versäumt, einer Person zu helfen, von der er wusste, dass diese sich in Gefahr befand. Daraufhin bezichtigte Poniatowski die PS und PCF der Verleumdung und erklärte vor dem Parlamentarischen Untersuchungsausschuss, dass dieser zu keiner Zeit im vorherigen Besitz von Informationen über die drohende Ermordung von Jean de Broglie verfügte.

### Ehe und Nachkommen
Aus seiner am 7. Juni 1948 geschlossenen Ehe mit Micheline Segard gingen drei Kinder hervor, darunter Victor-François de Broglie, der zwischen 1987 und seinem Tode 2012 8. Herzog von Broglie war, sowie Philippe Maurice de Broglie, der nach dessen Tod 2012 9. Herzog von Broglie wurde.